# ミネルヴァ・アングイッソラの肖像 (ミラノ)
『ミネルヴァ・アングイッソラの肖像画』（ミネルヴァ・アングイッソラのしょうぞう、伊: Ritratto di Minerva Anguissola）は、1564年ごろにイタリアのルネサンス期の画家ソフォニスバ・アングイッソラが制作したカンヴァス上の油彩画である。現在は、ミラノのブレラ美術館に所蔵されている。
肖像画の人物は画家の姉妹、ミネルヴァ・アングイッソラであると信じられており、マントヴァのサン・ヴィンチェンツォ修道院にて入信した折、「シスター・ミネルヴァ」の名前をとった姉のエレーナ・アングイッソラのことではない。エレーナ・アングイッソラについては、ソフォニスバ・アングイッソラが見習い中のキリスト教の修練者として描いた『エレーナ・アングイッソラの肖像』で見ることができる。
一方、一部の美術史家は、本作は、実際にはソフォニスバがスペインに滞在している間に制作された自画像であると主張している。